# Tropico: Paradise Island
Tropico: Paradise Island (česky Rajský ostrov) je datadisk k počítačové hře Tropico, vytvořený firmou BreakAway Games v roce 2002 a distribuovaný firmou Take Two Interactive. Je možné ho nainstalovat a hrát jen jako součást původní hry, do níž přináší 12 nových budov, 6 nových prezidentských nařízení a 23 scénářů.

## Nové budovy
Nejvíce nových budov je mezi turistickými atrakcemi, turistickými ubytovnami a zábavními podniky. Jsou zde tenisové kurty, hřiště pro minigolf, přírodní rezervace, plážové vily, konzervatoř, marina, kino, bezcelní obchod, prezidentův rodný dům a kondominium (může poskytovat luxusní ubytování pro turisty i pro obyvatele Tropica). Novinkou je také bývalá koloniální pevnost, kterou hráč nemůže sám postavit, ale která se vyskytuje na některých ostrovech od začátku hry. Je možné ji přebudovat na žalář pro politické vězně, muzeum nebo archeologické vykopávky.
Mezi vojenskými budovami přibyla vojenská základna, která poskytuje kromě zaměstnání pro tři generály i ubytování pro 15 vojáků a jejich manželek (ti však neplatí nájemné).
Mezi průmyslovými budovami přibyla továrna na nábytek, která vyrábí nábytek z polen, zpracovaných předtím na pile.

## Noví turisté
V Paradise Islandu se vyskytují dva nové druhy turistů: ekoturisté, vyhledávající především čisté životní prostředí a nedotčenou přírodu, a studenti na jarních prázdninách, toužící zejména po zábavě.

## Nová nařízení
Paradise Island přináší šest nových nařízení:
- natočení televizního dokumentu na podporu ekoturismu
- reklamní kampaň zaměřená na studenty na prázdninách
- sociální opatření pro důchodce a studenty na Tropicu
- vojenská modernizace
- odvod obyvatel do armády
- zajetí politického vězně do žaláře

## Náhodné události
Před zahájením hry je možné zvolit si frekvenci náhodných událostí, která pak ovlivňuje dosažené skóre (čím více, tím je skóre vyšší). Najdeme zde jednak náhlé vzestupy nebo poklesy cen zboží, jednak různé přírodní katastrofy (hurikán, tropická bouře, toxický příliv způsobující smrt všech ryb, epidemie).

## Nové scénáře
Paradise Island přináší 23 nových scénářů, z nichž 5 bylo vydáno již dříve a 18 je zcela nových. Scénáře se dělí do tří skupin: vojenské, turistické a ostatní. Ve vojenských scénářích je úkolem ubránit se pomocí armády Tropica nějakému nebezpečí (například rebelům ukrytým na ostrově) nebo vybudovat si co největší respekt u SSSR. V turistických scénářích bývá úkolem přilákat na ostrov co nejvíce turistů určitého druhu nebo vydělat na turistice co nejvyšší částku. Ostatní scénáře a jejich úkoly jsou velmi rozmanité a někdy poměrně zvláštní. V některých scénářích je uprostřed hraní možné učinit rozhodnutí, které změní původní cíl scénáře.